# Cyrix Cx486S
Der Cx486S ist ein Mikroprozessor der 80486-Generation der Firma Cyrix (Cx486) und ist vergleichbar mit dem Intel i486SX. Wie dieser besitzt er keinen mathematischen Koprozessor und wurde daher als Einstiegsmodell in die 486er-Generation vermarktet. 
Anders als sonst bei Cyrix üblich wurde der Cx486S nur unter dem eigenen Namen verkauft.

## Modelldaten
- Codename: M5
- Verkauft als: Cyrix Cx486S
- L1-Cache: 2 KiB (unified)

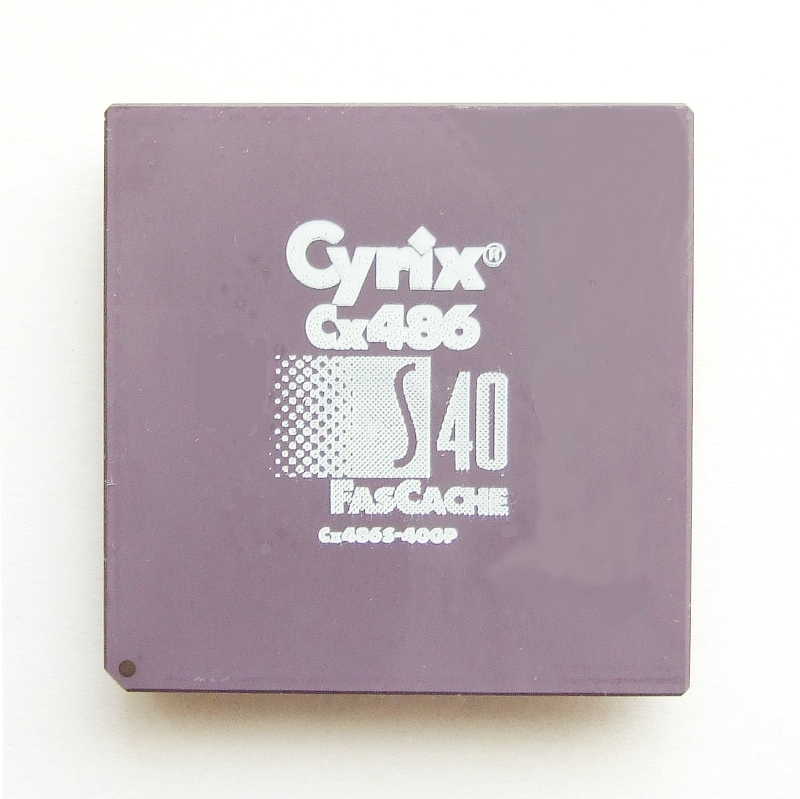
Cyrix Cx486S FasCache.

- L2-Cache: abhängig vom verwendeten Mainboard bzw. Chipsatz
- Sockel 3  mit einem Front Side Bus von 25, 33 und 40 MHz
- Betriebsspannung (VCore): 5,0 V
- Erscheinungsdatum: Mai 1993
- Fertigungstechnik:
- Die-Größe: ? mm² bei 0,6 Millionen Transistoren
- Taktraten: 25, 33 und 40 MHz